# .bz
A .bz Belize internetes legfelső szintű tartomány kódja. A bejegyzéseket a Belizei Egyetem tartja karban.
Egy ideig a címeket egy amerikai cég elkezdte árusítani a tárhelyeket .bz címvégződéssel vállalatoknak, mikor nekik lett külön kifejlesztve a .biz. Az országon kívül még most is sokan árulják a címet a „jelentős vállalatoknak”.

## Dél-Tirol
Sok website Olaszországnak ezen az északi részén is a .bz végződésű címeket használja, mert a központnak, Bolzen-Bolzanonak is ez a rövidítése. Ezen kívül sok oldal a .bz.it végződést használja.